# Liste der Darsteller der Fernsehserie The Big Bang Theory
Dieser Artikel bietet eine Übersicht über die Hauptdarsteller und die wichtigsten Neben- und Gastdarsteller der US-Fernsehserie The Big Bang Theory.

## Hauptbesetzung
| Rolle                                           | Schauspieler   | Hauptrolle (Episoden)        | Nebenrolle (Episoden)   | Gastrolle (Episoden) | Synchronstimme       |
| ----------------------------------------------- | -------------- | ---------------------------- | ----------------------- | -------------------- | -------------------- |
| Dr. Leonard Leakey Hofstadter                   | Johnny Galecki | 1.01–12.24                   |                         |                      | Ozan Ünal            |
| Dr. Dr. Sheldon Lee Cooper                      | Jim Parsons    | 1.01–12.24                   |                         |                      | Gerrit Schmidt-Foß   |
| Penny Hofstadter 1)                             | Kaley Cuoco    | 1.01–12.24                   |                         |                      | Sonja Spuhl          |
| Howard Joel Wolowitz, M.Eng.                    | Simon Helberg  | 1.01–12.24                   |                         |                      | Sebastian Schulz     |
| Dr. Rajesh „Raj“ Ramayan Koothrappali           | Kunal Nayyar   | 1.01–12.24                   |                         |                      | Rajvinder Singh      |
| Dr. Leslie Winkle                               | Sara Gilbert   | 2.02–2.03, 2.06, 2.16        | 1.03, 1.05, 1.13        | 3.23, 9.17           | Diana Borgwardt      |
| Dr. Bernadette Maryann Rostenkowski-Wolowitz 2) | Melissa Rauch  | 4.04–12.24                   | 3.05, 3.09–3.14         |                      | Anita Hopt           |
| Dr. Amy Farrah Fowler                           | Mayim Bialik   | 4.08–12.24                   | 4.01–4.05               | 3.23                 | Bianca Krahl         |
| Stuart David Bloom                              | Kevin Sussman  | 6.01–6.17, 8.01–12.24 3)     | 2.20–5.24, 7.02–7.24 3) |                      | Bernhard Völger      |
| Dr. Emily Sweeney                               | Laura Spencer  | 9.04, 9.09, 9.13, 9.15, 9.18 | 7.17–8.24 3)            | 10.14                | Sandrine Mittelstädt |

1) In den ersten acht Staffeln ist ihr Nachname unbekannt. Nach ihrer Hochzeit am Anfang der neunten Staffel heißt sie Hofstadter.
2) Sie erhält den Doktorgrad am Ende der vierten Staffel.
3) Unregelmäßige Auftritte

## Nebenbesetzung
| Rolle                  | Schauspieler                                         | Nebenrolle (Episoden) | Synchronstimme     |
| ---------------------- | ---------------------------------------------------- | --- | ------------------ |
| Mary Cooper            | Laurie Metcalf                                       | 1.04, 3.01, 4.03, 5.06, 7.11 (Stimme), 7.18, 8.23, 9.01, 9.24, 10.01, 10.12, 11.01, 11.13, 11.24                                                            | Sabine Arnhold     |
| Debbie Wolowitz †      | Carol Ann Susi (nur Stimme, unregelmäßige Auftritte) | 1.07–8.08 | Sonja Deutsch      |
| Dr. V. M. Koothrappali | Brian George                                         | 1.08, 2.04, 2.23, 3.07, 4.20, 4.24, 5.02, 5.04, 5.20, 8.11, 8.22, 10.03, 10.16, 11.10, 12.02, 12.12                                                         | Kamal Roy          |
| Mrs. Koothrappali      | Alice Amter                                          | 1.08, 2.04, 2.23, 3.07, 4.20, 4.24, 5.02, 5.04, 5.20, 8.22                                                                                                  | Mitali Roy         |
| Dr. Barry Kripke       | John Ross Bowie                                      | 2.12, 2.13, 3.01, 3.09, 4.17, 5.14, 5.17, 5.22, 6.14, 6.20, 7.10, 7.20, 8.10, 8.15, 9.05, 9.06, 9.15, 9.17, 10.09, 11.08, 11.17, 11.24, 12.07, 12.21, 12.23 | Christian Gaul     |
| Dr. Beverly Hofstadter | Christine Baranski                                   | 2.15, 3.11, 5.01, 7.04, 7.24, 8.23, 9.17, 9.23–10.01, 10.18, 11.04, 11.15, 12.10, 12.17, 12.22                                                              | Liane Rudolph      |
| Zack Johnson           | Brian Thomas Smith                                   | 3.23, 4.10, 4.11, 4.17, 7.09, 7.11, 9.22, 10.22, 11.09, 12.12, 12.15                                                                                        | Tobias Kluckert    |
| Priya Koothrappali     | Aarti Mann                                           | 4.06, 4.16–4.24, 5.02, 5.07 | Mala Ghedia        |
| Mike Rostenkowski      | Casey Sander                                         | 5.23, 5.24, 6.10, 7.09, 7.16, 9.09 | Dieter Memel       |
| Alex Jensen            | Margo Harshman                                       | 6.03, 6.08, 6.12, 6.16 | Annina Braunmiller |
| Lucy                   | Kate Micucci                                         | 6.16–6.18, 6.21, 6.23, 6.24, 7.08, 10.14 | Anja Stadlober     |
| Bertram „Bert“ Kibbler | Brian Posehn                                         | 6.18, 7.13, 10.03, 10.06, 10.09, 10.16, 10.21, 11.07, 11.13, 11.24, 12.02, 12.06, 12.14, 12.19, 12.24                                                       | Werner Böhnke      |

## Weitere wiederkehrende Nebendarsteller
- Sean Astin als Physiker Dr. Pemberton (Folgen 12.13, 12.18 und 12.21)
- Kathy Bates als Amys Mutter (Folgen 11.24, 12.01 und 12.08)
- Josh Brener als Stuarts Aushilfe Dale (Folgen 5.10 und 6.16)
- Keith Carradine als Pennys Vater Wyatt (Folgen 4.09, 9.03, 10.01, 12.03, 12.15 und 12.20)
- Rati Gupta als Rajs Verlobte Anu (Folgen 12.03, 12.04, 12.06, 12.08, 12.11, 12.12, 12.15, 12.20 und 12.22)
- Mark Harelik als Dekan Dr. Eric Gablehauser (Folgen 1.04, 1.12–1.13 und 2.03–2.04)
- Courtney Henggeler als Sheldons Zwillingsschwester Missy (Folgen 1.15 und 11.24)
- Judd Hirsch als Leonards Vater Dr. Alfred Hofstadter (Folgen 9.24 und 10.01)
- James Hong als chinesischer Kellner Chen (Folgen 1.07 und 1.17)[2][3]
- Swati Kapila als Bernadettes indische Kollegin Ruchi (Folgen 11.03, 11.07 und 11.08)
- Regina King als Personalchefin Janine Davis (Folgen 6.12, 6.20, 7.01, 8.02, 11.02 und 12.19)
- Lauren Lapkus als Comicbuchsachverständige Denise (Folgen 11.21, 11.24, 12.02, 12.03, 12.09, 12.11, 12.14 und 12.22)
- Riki Lindhome als Studentin, später Doktorandin Ramona Nowitzki (Folgen 2.06, 10.24 und 11.01)
- Pavel Lychnikoff als russischer Kosmonaut Dimitri Rezinov (Folgen 5.24 und 6.01–6.04)
- Joshua Malina als Universitätspräsident Siebert (Folgen 4.15, 5.16–5.17, 11.22, 12.05, 12.07, 12.11, 12.13, 12.18, 12.19, 12.21 und 12.23)
- Dakin Matthews als Weihnachtsmann (Folgen 6.11 und 8.11)
- Stephen Merchant als Amys Date Dave Gibbs (Folgen 9.07–9.08 und 9.10)
- Bob Newhart als Dr. Arthur Jeffries (Professor Proton) (Folgen 6.22, 7.07, 7.22, 9.11, 11.06 und 12.05)
- Dean Norris als Colonel Williams (Folgen 10.01–10.03, 10.15, 10.23, 11.08)
- Jerry O’Connell als Sheldons älterer Bruder George Cooper Jr. (Folgen 11.23, 11.24 und 12.04)
- Kal Penn als Physiker Dr. Campell (Folgen 12.13, 12.18 und 12.21)
- Erin Allin O’Reilly als Pennys Kollegin Cheryl (Folgen 1.06 und 1.11)
- Stephen Root als Bernadettes (und später auch Pennys) Vorgesetzter Dan (Folgen 8.01 und 8.10)
- Sara Rue als Leonards Freundin Dr. Stephanie Barnett (Folgen 2.08–2.10)
- Ian Scott Rudolph als „Captain Schlabberhose“ (Folgen 2.20, 2.22, 3.05, 3.16, 3.19, 4.08, 4.11, 5.05, 5.22, 6.13, 6.16 und 7.13)
- Teller als Amys Vater Larry Fowler (Folgen 11.24, 12.01 und 12.08)
- Owen Thayer als „Einsamer Larry“ (Folgen 3.05, 3.19, 4.08, 4.11, 5.05, 6.13 und 6.16)
- Alessandra Torresani als Drehbuchautorin Claire (Folgen 9.14–9.15, 9.18, 9.22 und 10.14)
- Brian Patrick Wade als Pennys (Ex-)Freund Kurt (Folgen 1.01, 1.06 und 2.14)
- Vernee Watson-Johnson als Stationsschwester Althea (Folgen 1.01, 1.16, 4.01, 5.18 und 10.11)

## Auftritte bekannter Schauspieler in Gastrollen (chronologisch)
- Brooke D’Orsay als Christie, Pennys Freundin aus Nebraska und Howards Geliebte (Folge 1.07, Das Vorspeisen-Dilemma)
- DJ Qualls als Toby Loobenfeld, bzw. Cousin Leopold Houston (Folge 1.10, Loobenfelds Netz der Lügen)
- Octavia Spencer als Sachbearbeiterin in der Straßenverkehrsbehörde (Folge 2.05, Homo Novus Automobilis)
- Michael Trucco als Dr. David Underhill (Folge 2.11, Die Geschenk-Hypothese)
- Valerie Azlynn als neue Nachbarin Alicia (Folge 2.19, Der Kampf der Bienenköniginnen)
- Jodi Lyn O’Keefe als Prostituierte Mikayla bzw. Esther Rosenblatt (Folge 2.21, Die Las-Vegas-Kur)
- Lewis Black als Entomologe Professor Crawley (Folge 3.02, Die Grillenwette)
- Elizabeth Bogush als Astrophysikerin Dr. Catherine Millstone (Folge 3.04, Für ihn oder mit ihm)
- Danica McKellar als Rajs Eroberung Abby (Folge 3.12, Howards Phasen)
- Jen Drohan als Abbys Freundin Martha (Folge 3.12, Howards Phasen)
- Julio Oscar Mechoso als Officer Hackett (Folge 3.13 Terror in der Stadt der Rosen)
- Yeardley Smith als Jobvermittlerin Sandy (Folge 3.14, Fast wie Einstein)
- Judy Greer als Dr. Elizabeth Plimpton (Folge 3.21, Vierer ohne Sheldon)
- Steven Yeun als Sheldons früherer Mitbewohner Sebastian (Folge 3.22, Die Wahrheit über den Aufzug)
- Annie O’Donnell als Amys Mutter (Folge 4.05, Der Gestank der Verzweiflung)
- Eliza Dushku als FBI-Agentin Angela Paige (Folge 4.07, Besuch vom FBI)
- Eric André als Kinobetreiber Joey (Folge 4.08, 21 Sekunden)
- Rick Fox als Bernadettes Exfreund Glenn (Folge 4.13, Die neutrale Zone)
- Jessica Walter als Sponsorin Mrs. Latham (Folge 4.15, Der Mann der Stunde)
- Lanny Joon als Officer Shin (Folge 4.19, Der Zarnecki-Feldzug)
- Tiffany Dupont als Rajs Cafébekanntschaft Angela (Folge 4.22, Die Antilope im Curry)
- Katie Leclerc als Rajs gehörlose Freundin Emily (Folge 5.04, Such Dir eine Inderin!, Folge 10.14, Der Emotionen-Detektor)
- Courtney Ford als Leonards Eroberung Alice (Folge 5.07, Ein guter Kerl)
- Lance Barber als Leonards Schulkamerad Jimmy Speckerman (Folge 5.11, Das Speckerman-Trauma)
- Leonard Nimoy als Mr. Spocks Stimme (Folge 5.20, Traum mit Spock – nur in der Originalfassung The Transporter Malfunction)
- Jan Hoag als Serviererin Lilian (Folge 6.04, Armer Astronaut)
- Ryan Cartwright als Pennys britischer Mitschüler Cole (Folge 6.08, Das Rätsel der 43)
- Meagen Fay als Mrs. Rostenkowski (Folge 6.10, Strafe muss sein)
- Matt Battaglia als Officer Reynolds (Folge 6.13, Man lernt nie aus)
- Sophie Oda als Doktorandin Grace (Folge 7.1‚ Drinks von Fremden)
- Josh Peck als Comicbuchverkäufer Jesse (Folge 7.13, Für immer zu dritt)
- Tania Raymonde als Tierärztin Yvette (Folge 7.15‚ Eisenbahnromantik)
- Kimberly Hebert Gregory als Hellseherin Mrs. Davora (Folge 7.21‚ Schulmädchenreport)
- Steve Valentine als Filmregisseur Kenneth (Folge 7.23, Irgendwie verlobt)
- Billy Bob Thornton als Urologe Dr. Oliver Lorvis (Folge 8.07, Das Mississippi-Missverständnis)
- Max Adler als Zombie (Folge 8.16, Die Intimitäts-Beschleunigung)
- Tate Ellington als übergriffiger Star-Wars-Fan Mitchell (Folge 8.19, Die Skywalker-Attacke)
- Matt Bennett als Howards Halbbruder Josh (Folge 8.20, Über Nacht im Fort)
- Michael Rapaport als Warenbeschaffer Kenny (Folge 9.06, Die Helium-Krise)
- Jane Kaczmarek als Psychotherapeutin Dr. Gallo (Folge 9.12, Der romantische Asteroid)
- June Squibb als Sheldons Großmutter Constance (Folge 9.14, Der Besuch der alten Dame)
- Blake Anderson als ein Vordrängler bei einer Warteschlange (Folge 9.23, Das Warteschlangen-Problem)
- Katey Sagal als Pennys Mutter Susan (Folge 10.01, Die Beischlaf-Vermutung)
- Jack McBrayer als Pennys Bruder Randall (Folge 10.01, Die Beischlaf-Vermutung)
- Josh Zuckerman als Howards Cousin Marty (Folge 10.02, Die Schweige-Verpflichtung)
- Brandon Jones als The Flash (Folge 10.03, Das künstliche Koffein-Problem)
- Maria Canals-Barrera als Reinigungskraft Isabella (Folge 10.08, Der Verführungskünstler)
- Christopher Lloyd als Theodore (Folge 10.10, Die Eigentums-Verteilungs-Problematik)
- Joel Murray als Barkeeper Doug (Folge 10.20, Der Zeitspar-Modus)
- April Bowlby als Berts Freundin Rebecca (Folge 10.21, Die retrospektive Retrospektive)
- George Wyner als Dr. Zane (Folge 11.01, Das Doktor-Ramona-Dankeschön)
- Beth Behrs als Rajs Planetariumbekanntschaft Nell (Folge 11.14, Die Zeitzonen-Klausel)
- Walton Goggins als Nells (Noch-)Ehemann Oliver (Folge 11.14, Die Zeitzonen-Klausel)
- Peter MacNicol als Stringtheoretiker Dr. Robert Walcott (Folge 11.20, Der Waldmensch Walcott)
- Maribeth Monroe als Ornithologin Dr. Lee (Folge 12.07, Die Ablehnungs-Attraktion)
- Eric Nenninger als Zero-G-Mitarbeiter Neil (Folge 12.15, Das Zuchthengst-Dilemma)
- Jason Kravits als Pharmareferent Danny (Folge 12.17, Das Mensch-Frosch-Problem)
- Todd Giebenhain als Denises Mitbewohner Mitch (Folge 12.22, Das Notting-Hill-Paradigma)

## Auftritte bekannter Personen als sie selbst
- Kareem Abdul-Jabbar (Folge 12.16)
- Buzz Aldrin (Folge 6.05)
- Frances H. Arnold (Folge 12.18)
- LeVar Burton (Folgen 4.17, 6.07 und 8.10)
- Ellen DeGeneres (Folgen 10.09 und 12.18)
- Nathan Fillion (Folge 8.15)
- Carrie Fisher (Folge 7.14)
- Ira Flatow (Folgen 3.09 (nur Stimme), 7.10 und 11.02)
- Neil Gaiman (Folge 11.21)
- Bill Gates (Folge 11.18)
- Sarah Michelle Gellar (12.24)
- Summer Glau (Folge 2.17)
- Brian Greene (Folge 4.20)
- Mark Hamill (Folge 11.24)
- Stephen Hawking (Folgen 5.21, 6.06 (nur Stimme), 7.20 (nur Stimme), 8.14, 9.17, 10.09 und 11.01)
- James Earl Jones (Folge 7.14)
- Stan Lee (Folge 3.16)
- Howie Mandel (Folge 6.04)
- Joe Manganiello (Folge 12.16)
- Michael James Massimino (Folgen 5.15, 5.24, 6.02, 6.04, 7.16 und 8.03)
- Elon Musk (Folge 9.09)
- Adam Nimoy (Folge 9.07)
- Bill Nye (Folgen 7.07 und 12.01)
- Katee Sackhoff (Folgen 3.09 und 4.04)
- William Shatner (Folge 12.16)
- Charlie Sheen (Folge 2.04)
- Kevin Smith (Folge 8.20 (nur Stimme) und 12.16)
- George Smoot (Folgen 2.17 und 12.18)
- Brent Spiner (Folge 5.05)
- George Takei (Folge 4.04)
- Kip Thorne (Folge 12.18)
- Analeigh Tipton (Folgen 2.07 und 9.08)
- Neil deGrasse Tyson (Folgen 4.07 und 12.01)
- Adam West (Folge 9.17)
- Wil Wheaton (Folgen 3.05, 3.19, 4.08, 5.05, 5.22, 6.07, 7.10, 7.19, 7.23, 8.20, 9.07, 9.11, 9.17, 11.06, 11.15, 11.24 und 12.16)
- Steve Wozniak (Folge 4.02)